# Henri Anatole de Beaulieu

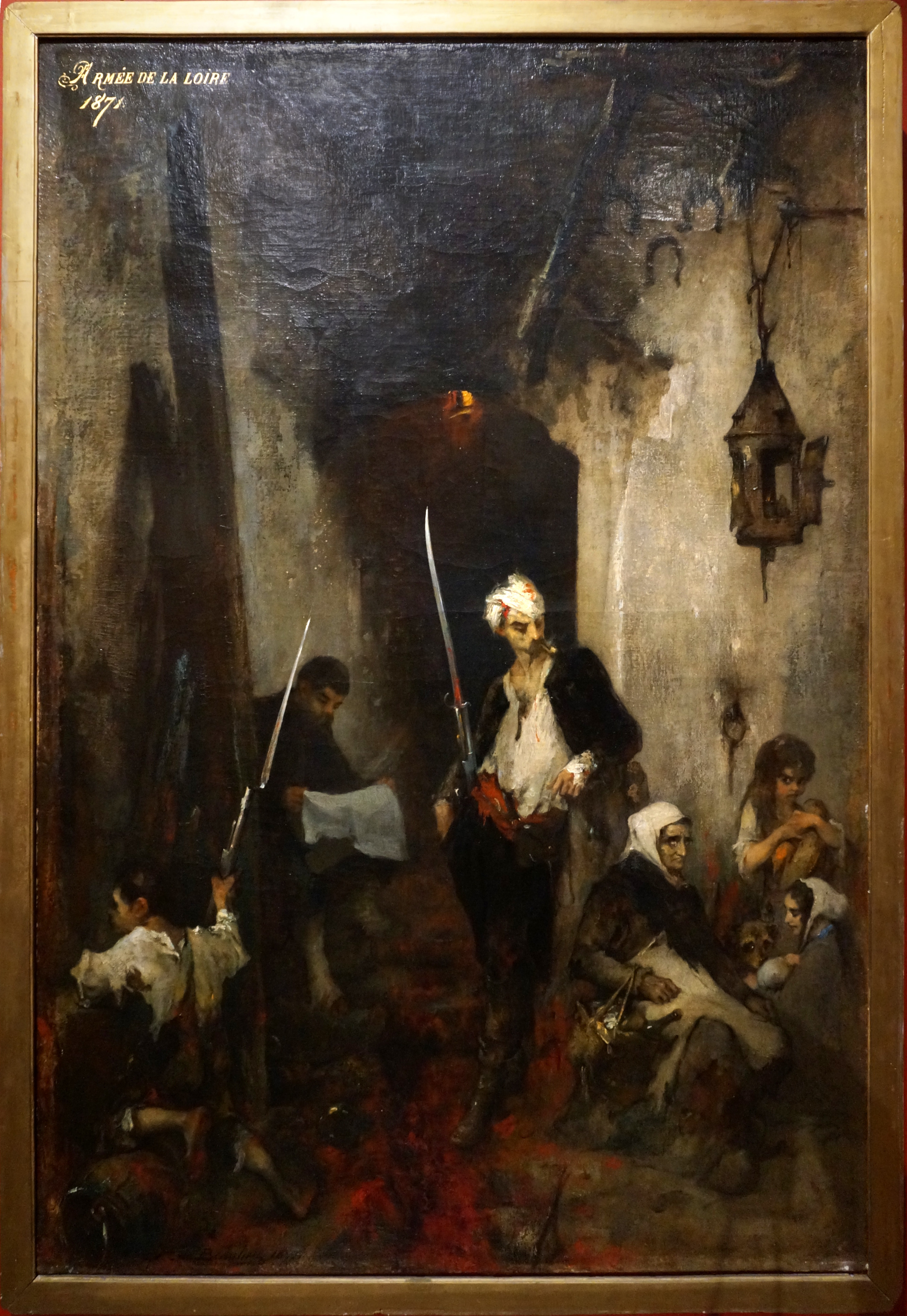
Die Armee an der Loire, Musée Barrois (Bar-le-Duc)

 Henri Anatole de Beaulieu  (* 25. Februar 1819 in Paris; † 1. Juni 1884 ebenda) war ein französischer Maler (Orientalismus).
Beaulieu gilt als einer der bedeutendsten Schüler von Eugène Delacroix und debütierte 1844 am Salon de Paris mit einer Szene aus der Inquisition. Später malte er Bilder aus Italien und dem Orient. Seine Werke sind von großer Lebhaftigkeit in der Darstellung, die teilweise von einer melancholischen Poesie geprägt sind.

## Werke
- Die Überrumpelung
- Die Serenade
- Das Billet
- Der Kampf in der alten Batterie
- Das Straußenei
- Erinnerung an ein militärisches Rencontre
- Die Armee an der Loire
- Brunnen in einem geplünderten Haus, 1874
- Allegorie
- Guerrier combattant un serpent, 1858
- Orientale dans le patio, 1880